# Johann Adam Rieger

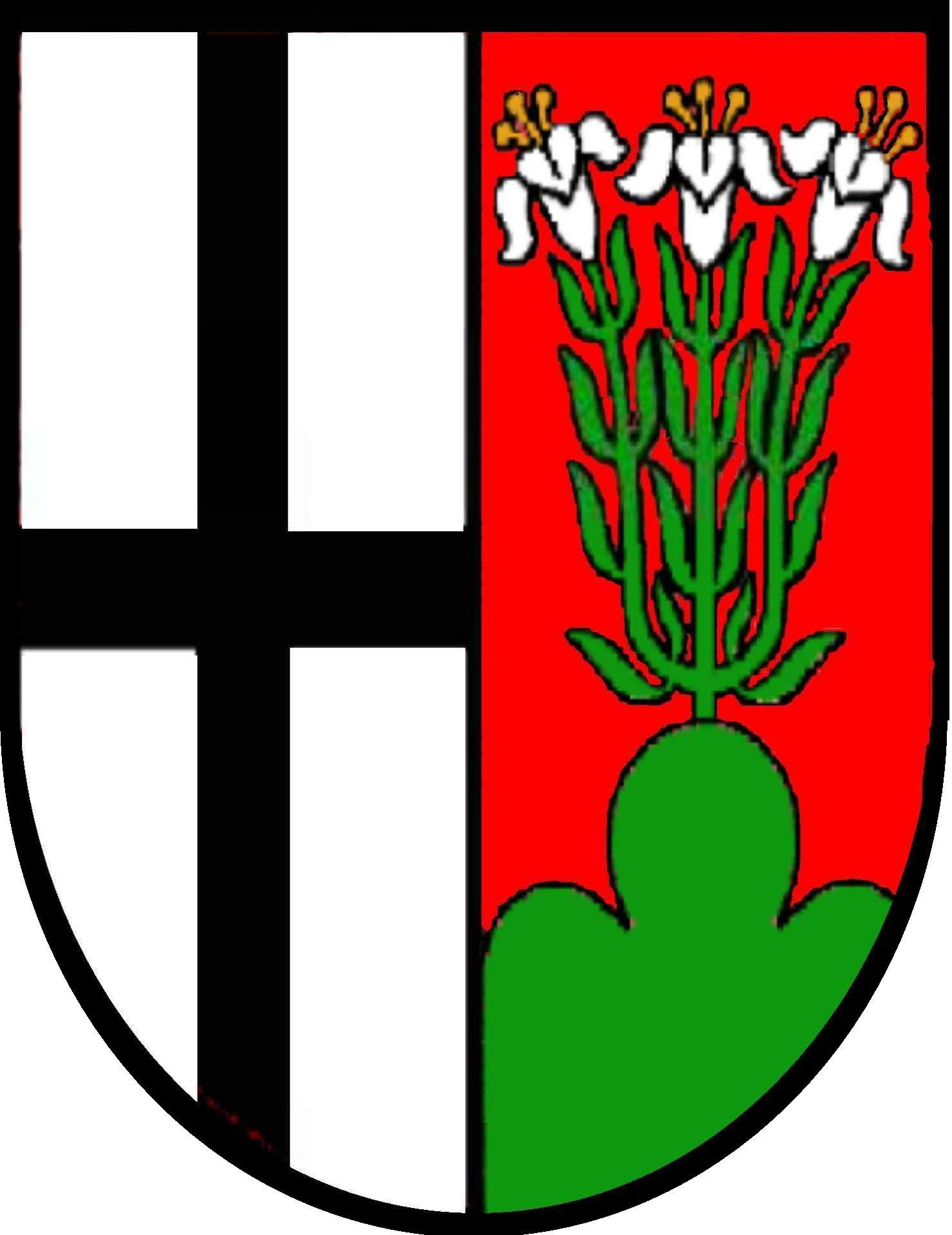
Wappen des Bischofs von Fulda 1828–1831

Johann Adam Rieger (* 16. Juli 1753 in Orb; † 30. Juli 1831 in Fulda) war erster Bischof des 1821 neuumschriebenen Bistums Fulda.

## Leben
Sein Abitur erlangte Rieger an dem Jesuiten-Gymnasien in Mannheim und Worms, danach studierte er an den Universitäten Heidelberg und Mainz Philosophie bzw. Theologie. Am 19. Dezember 1778 empfing er die Priesterweihe für die Erzdiözese Mainz.

### Hilfspfarrer, Kaplan und Pfarrer
Seine erste seelsorgerische Tätigkeit bestand er als Hilfspfarrer an mehreren Orten, so auch in Marburg-Bauerbach, bis er 1781 als Kaplan und zweiter Hofprediger am Hofe des Landgrafen Friedrich von Hessen-Kassel berufen wurde und 1795 als dortiger Pfarrer arbeitete.

### Kanoniker und Großkaplan
1798 wurde er Kanoniker in Amöneburg, 1808 wurde er zum Almosenier des Königs Jérôme Bonaparte von Westfalen ernannt. Als der letzte Abt und Fürstbischof von Fulda, Adalbert von Harstall, 1814 starb, erhielt Fulda erst 1829 einen Nachfolger, das neuumschriebene Bistum wurde nun zum ersten Mal von einem bürgerlich-weltlichen Priester geleitet.

### Bischof
Am 23. Juni 1828 wurde Johann Adam Rieger, im Alter von schon 76 Jahren, zum Bischof des neu errichteten, damals 95.000 Katholiken umfassenden Bistums Fulda ernannt, die Bischofsweihe erfolgte am 21. September 1829 durch Johann Baptist von Keller. Schon mit seinem Hirtenbrief aus Anlass seiner Amtsübernahme legte Johann Adam Rieger seine Prinzipien fest. Während seiner kurzen Amtszeit trat Bischof Rieger mehrmals der kurhessischen Regierung entgegen, so zum Beispiel:
- Im August 1830 mit seiner Erklärung gegen die Verordnung über die Ausübung des oberhoheitlichen Schutz- und Aufsichtsrechts,
- im Januar 1831 wandte er sich gegen die Kurhessische Verfassung von 1831 und
- im Juli 1831 plädierte er gegen die Errichtung einer katholisch-theologischen Fakultät an der Universität Marburg.